# 조언형
조언형(曺彦亨, 1469년(예종 1년) ~ 1526년(중종 21년))은 조선의 문신이다. 본관은 창녕(昌寧)이며 자는 형지(亨之)이다. 1504년(연산군 10년) 생원으로 식년문과에 급제한 후 1514년(중종 9년) 사간원 정언(正言)이 되었다. 이후 사헌부 지평 등을 거쳤으며, 1520년(중종 15년) 단천군수(端川郡守)가 되어 외직(外職)에 나갔다. 다시 중앙 정계로 복귀한 뒤, 1523년(중종 18년) 사헌부 집의(執義)가 되었고, 다음해인 1524년에 체차되었다. 현직으로는 승문원 판교를 마지막으로 1526년(중종 21년)) 사망하였다.

## 가족 관계
- 조부 : 조안습(曺安習)
- 조모 : 강성 문씨(江城文氏), 문가용(文可容)의 딸
- 아버지 : 조영(曺永)
- 어머니 : 임천 조씨(林川趙氏), 조익(趙益)의 딸
  - 동생 : 조언경(曺彦卿)
  - 제수 : 인천 이씨(仁川李氏), 이훤(李萱)의 딸
  - 부인 : 인천 이씨(仁川李氏), 이국(李菊)의 딸
  - 장남 : 조식(曺植)
  - 차남 : 조환(曺桓)
  - 장녀 : 정운(鄭雲)에게 출가
  - 차녀 : 이공량(李公亮)에게 출가
  - 3녀 : 정백빙(鄭白氷)에게 출가
  - 4녀 : 정사현(鄭思賢)에게 출가